# Abelia chinensis
Abelia chinensis (sin. Linnaea chinensis), grm iz središnje i istočne Kine. Najpoznatija vrsta unutar nekadašnjeg roda Abelia, iz koje je priključena rodu Linnaea, porodica kozokrvnica.
Postoji 5 varijeteta.

## Varijeteti
- Abelia chinensis var. aschersoniana (Graebn.) Landrein; Kina
- Abelia chinensis var. chinensis; Kina
- Abelia chinensis var. hanceana (Mart. ex Hance) Landrein;
- Abelia chinensis var. ionandra (Hayata) Masam.; Tajvan
- Abelia chinensis var. lipoensis (M.T.An & G.Q.Gou) Landrein; Kina

## Sinonimi
- Linnaea chinensis (R.Br.) A.Braun & Vatke

- L. chinensis
- L. chinensis
- Abelia chinensis var. ionandra